# 盧霍韋 (彼得羅巴甫利夫卡市鎮)
盧霍韋（羅馬化：Luhove）是烏克蘭中部第聶伯羅彼得羅夫斯克州錫內利尼科韋區彼得羅巴甫利夫卡市鎮的村莊，處於薩馬拉河左岸，分別距離奧澤爾涅0.5公里和瓦休基夫卡2.5公里，海拔高度84米，2001年人口62。